# EPGE Escola Brasileira de Economia e Finanças
A EPGE Escola Brasileira de Economia e Finanças (FGV EPGE) é uma instituição de ensino superior em graduação e pós-graduação na área de Economia, vinculada à Fundação Getulio Vargas. Desde a sua criação, em 1965, a FGV EPGE contribuiu na formação da elite dos economistas brasileiros, tendo ensinado vários altos funcionários públicos, incluindo ministros de Estado, governadores, presidentes e diretores do Banco Central do Brasil, bem como diretores e CEOs das empresas privadas mais dominantes e prestigiosas do Brasil e do exterior.
É reconhecida como um dos maiores centros de ensino e pesquisa em economia do Brasil, com corpo docente dedicado à pesquisa em tempo integral e convidados a apresentar os resultados de suas investigações científicas nos melhores departamentos de economia em todo o mundo, publicando nos mais respeitados periódicos acadêmicos da área. Também publica a Revista Brasileira de Economia (RBE), a mais antiga e prestigiada revista acadêmica de economia no Brasil. 

## História
Em 1961, foi fundado o Centro de Aperfeiçoamento de Economistas (CAE), por iniciativa da Fundação Rockefeller e do Instituto Brasileiro de Economia (IBRE), da Fundação Getulio Vargas, com o objetivo de preparar alunos para concorrer a bolsas de estudo em cursos de pós-graduação no exterior. No dia 20 de dezembro de 1965, a FGV passa a denominar o antigo CAE como Escola de Pós-Graduação em Economia (EPGE), sob a direção de Mario Henrique Simonsen, sendo ofertados cursos de mestrado. Em 1974, é inaugurado, o curso de Doutorado da EPGE. Em 2002, dá-se início, também, ao curso de Graduação. [2]

## Ensino

### Graduação
- Ciências Econômicas

### Pós-graduação
- Doutorado em Economia
- Mestrado em Economia
- Mestrado Profissional em Economia e Finanças
- Pós-Doutorado em Economia

## Resultados Notáveis[3]
- Os cursos de pós-graduação da FGV EPGE foram todos agraciados com a nota máxima pelo CAPES em todos os anos, desde 2010.
- O curso de graduação obteve o primeiro lugar no Ranking do Índice Geral de Cursos (IGC) em 9 das 13 avaliações já realizadas pelo MEC, envolvendo todos os cursos de graduação do país, incluindo a última, no ano de 2019.[1]
- O curso de graduação obteve o primeiro lugar no ENADE em 3 das 5 avaliações já feitas pelo MEC, dentre todos os cursos de economia, incluindo a última, referente ao ano de 2018.[1]
- Desde o início de 2005, o Ranking Internacional de Departamentos de Economia da Universidade de Tilburg, aponta a FGV EPGE como o primeiro departamento de Economia da América Latina.
- Primeiro lugar do Brasil no site de pesquisa econômica RePec.
- Quatro dos cinco Fellows da Econometric Society, uma das associações de pesquisadores mais respeitadas do ramo, trabalhando em departamentos de economia no Brasil estão na EPGE: Aloisio Araujo, Marcelo Moreira, Marilda Sotomayor e Paulo Klinger.

## Professores notáveis[4]
- Mário Henrique Simonsen
- Eugênio Gudin
- Carlos Geraldo Langoni
- Elon Lages Lima
- Carlos Langoni
- Clóvis de Faro
- Marcos Lisboa
- Fernando de Holanda Barbosa
- Sérgio Werlang
- Aloísio Pessoa de Araújo
- Paulo Klinger
- Carlos Ivan Simonsen Leal
- Marcelo Neri
- Marilda Sotomayor
- Marcelo Moreira

## Alunos de renome[5]
- Joaquim Levy
- Gustavo Loyola
- Carlos Hamilton Vasconcelos Araújo
- Maria Silvia Bastos Marques
- Paulo Guedes